# Bruno Volponi
Bruno Volponi (Genova, 29 aprile 1926) è un ex calciatore italiano, di ruolo difensore.

## Carriera
Nato nel 1926 a Sestri Ponente, che era divenuta da quell'anno parte integrante di Genova
Dopo aver girato diverse squadre (Anconitana, Aosta e Rapallo Ruentes), entra in pianta stabile nella rosa del Genoa, con il quale raccoglie 14 presenze in 2 stagioni in massima serie. Esordisce con il grifone il 28 maggio 1950 nella sconfitta esterna per 3-0 contro la Triestina.
Seguono esperienze con il Lecce e il Molfetta.